# Onmyouza
Onmyouza japansk: 陰陽座 er et japansk visual kei band. Navnet betyder "foreningen af ying og yang", og er også symboliseret ved, at bandet både har en mandlig og kvindelig forsanger.
Deres musik er en blanding af heavy metal og gammel japansk folkemusik. De synger desuden på en gammel dialekt af japansk, og bruger hyppigt udtryk og ord som er uddøde i normal japansk sprogbrug.
Onmyouza udgav deres første album i 1999, og udgiver stadig plader.